# 당진군 (1963년 선거구)
당진군은 대한민국의 옛 국회의원 선거구이다. 당시 충청남도 당진군 지역을 관할했다.

## 역사
제6대 국회의원 선거를 앞두고 당진군 갑, 당진군 을 선거구가 통합되면서 신설되었다.
제9대 국회의원 선거를 앞두고 서산군 선거구와 통합되면서 서산군·당진군 선거구를 이루게 됨에 따라 폐지되었다.

## 역대 국회의원
| 선거   | 정당 | 정당       | 의원   |
| ------ | ---- | ---------- | ------ |
| 1963년 |      | 민주공화당 | 인태식 |
| 1967년 |      | 민주공화당 | 김두현 |
| 1971년 |      | 신민당     | 류제연 |

## 역대 선거 결과

### 대한민국 제6대 국회의원 선거
|  | 40.03% |

|  | 22.39% |

|  | 21.71% |

|  | 13.26% |

|  | 2.59% |

### 대한민국 제7대 국회의원 선거
|  | 56.89% |

|  | 18.49% |

|  | 17.72% |

|  | 5.51% |

|  | 1.36% |

### 대한민국 제8대 국회의원 선거
|  | 56.49% |

|  | 43.50% |